# Coleophora brunneosignata
Coleophora brunneosignata é uma espécie de mariposa do gênero Coleophora pertencente à família Coleophoridae.